# 穆利山
穆利山（Mulli），是秘魯的山峰，位於該國中南部利馬大區，由瓦羅奇里省的聖達米安區負責管轄，屬於秘魯中部山脈的一部分，海拔高度5,000米。